# Carlí (moneda)

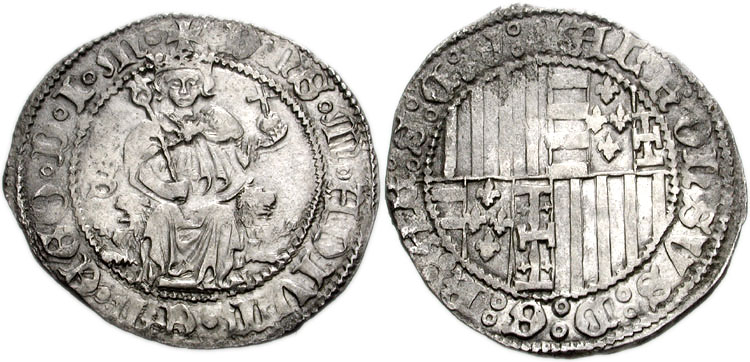
Carlí d'Alfons el Magnànim.

El Carlí és una moneda de Nàpols, del segle xviii. Es dividia en 12 blats.
També s'anomena així la moneda d'or i d'argent encunyada per Carles I d'Anjou, rei de Nàpols (1266-85).